# 格氏漠百灵
格氏漠百灵（学名：Ammomanes grayi），是百灵科漠百灵属的一种，是游猎迁徙的候鸟，分布于安哥拉和纳米比亚。全球活动范围约为198,000平方千米。该物种的保护状况被评为无危。
格氏漠百灵的平均体重约为21.4克。栖息地为热带沙漠。